# Zuzanna Grębecka
Zuzanna Grębecka (ur. 1975 w Warszawie) – polska antropolożka kultury i etnolożka; wykładowczyni Uniwersytetu Warszawskiego.

## Życiorys
Absolwentka I Społecznego Liceum im. Jam Saheba Digvijay Sinhji w Warszawie. Na Wydziale Polonistyki Uniwersytetu Warszawskiego uzyskała w 2006 doktorat w zakresie literaturoznawstwa na podstawie pracy Słowo magiczne poddane technologii. Magia ludowa w praktykach współczesnej kultury popularnej na pograniczu polsko-białorusko-litewskim (promotor – Roch Sulima). Tamże w 2018 habilitowała się, przedstawiając dzieło Obcy w mieście. Żołnierze radzieccy w pamięci, doświadczeniu i opowieści legniczan. 
Zawodowo związana z Instytutem Kultury Polskiej. W kręgu jej zainteresowań są badania etnograficzne prowadzone w Legnicy, poświęcone pamięci o stacjonowaniu w tym mieście w latach 1945–1993 Armii Radzieckiej i radzieckiej cywilnej służby pomocniczej. W latach 1996–2007 prowadziła także badania etnograficzne w północno-zachodniej Białorusi i we wschodniej Polsce na temat współczesnej magii ludowej.

## Publikacje
- Obcy w mieście. Żołnierze radzieccy w pamięci, doświadczeniu i opowieści legniczan, Wydawnictwo Libron, Kraków, 2017, ISBN 978-83-657-0519-8
- Słowo magiczne poddane technologii. Magia ludowa w praktykach postsowieckiej kultury popularnej, Wydawnictwo Nomos, Kraków 2007, ISBN 83-60490-26-0